# Alexander Desečar
Alexander Desečar (* 26. Juli 1933 in Subotica) ist ein kroatischer Autor und katholischer Theologe.

## Leben
Desečar studierte katholische Theologie an der päpstlichen Hochschule Antonianum in Rom sowie am Päpstlichen Bibelinstitut in Rom und an der Westfälischen Wilhelms-Universität in Münster. Zu seinen Studienfächern gehörte Pädagogik, Latein und Philosophie. Nach Studienende erhielt Desečar eine Anstellung als Dozent für biblische Exegese an der theologischen Hochschule in San Antonio de Padua, Buenos Aires.